# Середні широти
Середні широ́ти, або помірні широти (англ. middle latitude) — територія приблизно між тропіком і полярним колом, десь між 30° і 60° широти (як у північній, так і в південній півкулях). Поняття "середні широти" є умовним, тобто нема точного визначення, де проходять межі між високими, середніми і низькими широтами.
У середніх широтах обох півкуль розташовані помірні теплові пояси (звідси й інша назва — помірні широти). 
Більша частина цих територій розташована в помірному кліматичному поясі (власне, їх два: у північній і в південній півкулях) . Кліматичні умови визначаються насамперед наявністю добре виражених пір року, відповідно, влітку тут тепло, взимку холодно. Велика різниця температур між найхолоднішим і найтеплішим місяцями. Кількість опадів залежить від віддаленості від океану: оскільки в помірних широтах панує західний перенос повітряних мас, то найбільша кількість опадів випадає на заході материків, найменша — в центральних районах, на східних узбережжях знову збільшується.
Частина території помірних широт (ближче до тропіків) розташована в перехідних субтропічних кліматичних поясах. Тут також виражені пори року: влітку спекотно — понад +20° С (панують тропічні повітряні маси), взимку зазвичай прохолодно — дещо вище 0° С (надходять помірні повітряні маси).